# Dia Internacional contra a Homofobia, a Transfobia e a Bifobia
O Dia Internacional Contra a Homofobia, a Transfobia e a Bifobia (em inglês:  International Day Against Homophobia, Transphobia and Biphobia) é comemorado no dia 17 de maio e tem como objetivo coordenar eventos internacionais que aumentem a conscientização sobre as violações dos direitos LGBT e estimulem o interesse pelo trabalho pelos direitos LGBT em todo o mundo. Até 2016, as comemorações aconteceram em 132 países.
Os fundadores do Dia Internacional contra a Homofobia, como era originalmente conhecido, estabeleceram o Comitê IDAHO para coordenar ações de base em diferentes países, promover o dia e fazer lobby pelo reconhecimento oficial em 17 de maio. Essa data foi escolhida para comemorar a decisão de retirar a homossexualidade da Classificação Internacional de Doenças da Organização Mundial da Saúde (OMS) em 1990.

## História

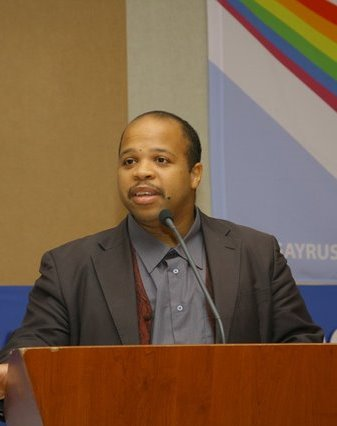
Louis-Georges Tin, fundador do Dia Internacional contra a Homofobia, Transfobia e Bifobia

O dia, como um conceito, foi concebido em 2004. Uma campanha de um ano culminou no primeiro Dia Internacional Contra a Homofobia em 17 de maio de 2005. 24 000 indivíduos e organizações como a Associação Internacional de Gays e Lésbicas (ILGA), a Comissão Internacional de Direitos Humanos de Gays e Lésbicas (IGLHRC), o Congresso Mundial de Judeus LGBT e a Coalizão de Lésbicas Africanas assinaram um apelo para apoiar a "iniciativa IDAHO". As atividades do dia aconteceram em muitos países, incluindo os primeiros eventos LGBT a acontecer no Congo, China e Bulgária. A data de 17 de maio foi especificamente escolhida para comemorar a decisão da Organização Mundial da Saúde em 1990 de desclassificar a homossexualidade como um transtorno mental.
Em 2009, a transfobia foi adicionada ao nome da campanha, e as atividades daquele ano se concentraram principalmente na transfobia (violência e discriminação contra pessoas trans). Uma nova petição foi lançada em cooperação com organizações LGBT em 2009 e foi apoiada por mais de 300 ONGs de 75 países, bem como três ganhadores do Prêmio Nobel (Elfriede Jelinek, Françoise Barré-Sinoussi e Luc Montagnier). Na véspera de 17 de maio de 2009, a França se tornou o primeiro país do mundo a remover oficialmente transgêneros de sua lista de doenças mentais.
Louis-Georges Tin e dois outros membros do Comitê iniciaram uma greve de fome em junho de 2012 para impelir o presidente francês Hollande a apresentar uma resolução da ONU que descriminalizasse a homossexualidade.
O francês Louis-Georges Tin foi o fundador da época e atuou como presidente do comitê até sua renúncia em setembro de 2013. Ele foi sucedido pela internacionalmente renomada ativista de direitos trans venezuelana, advogada e professora de direito Tamara Adrián, que se tornou uma das primeiras legisladoras trans da América Latina em 2015.
Bifobia foi adicionado ao nome da campanha em 2015.
A Lei de Execução da Interpretação Judicial Yuan nº 748 que legalizou o casamento homossexual em Taiwan foi aprovada no Dia Internacional contra a Homofobia, Transfobia e Bifobia em 2019, com a lei entrando em vigor em 24 de maio de 2019.

## Objetivos e atividades
O principal objetivo das mobilizações de 17 de maio é aumentar a conscientização sobre violência, discriminação e repressão de comunidades LGBT em todo o mundo, o que, por sua vez, oferece uma oportunidade de agir e dialogar com a mídia, legisladores, opinião pública e sociedade civil em geral.
Um dos objetivos declarados para o dia 17 de maio é criar um evento que possa ser visível em um nível global sem a necessidade de se conformar a um tipo específico de ação. Essa abordagem descentralizada é necessária devido à diversidade de contextos sociais, religiosos, culturais e políticos em que ocorrem violações de direitos. Como tal, isso leva a uma variedade de eventos e abordagens para comemorar o Dia Internacional contra a Homofobia.
Apesar das três questões principais mencionadas no nome da celebração, este dia é amplamente considerado como uma iniciativa que está “trabalhando para promover os direitos de pessoas com orientações sexuais, identidades ou expressões de gênero diversas e características sexuais”. Isso permite um amálgama generalizada de diferentes expressões que se unem para compartilhar o orgulho de si mesmo, a felicidade e o amor com os outros, à medida que os participantes assumem o controle de diferentes formas desenfreadas de ódio no mundo.

## 17 de maio ao redor do mundo

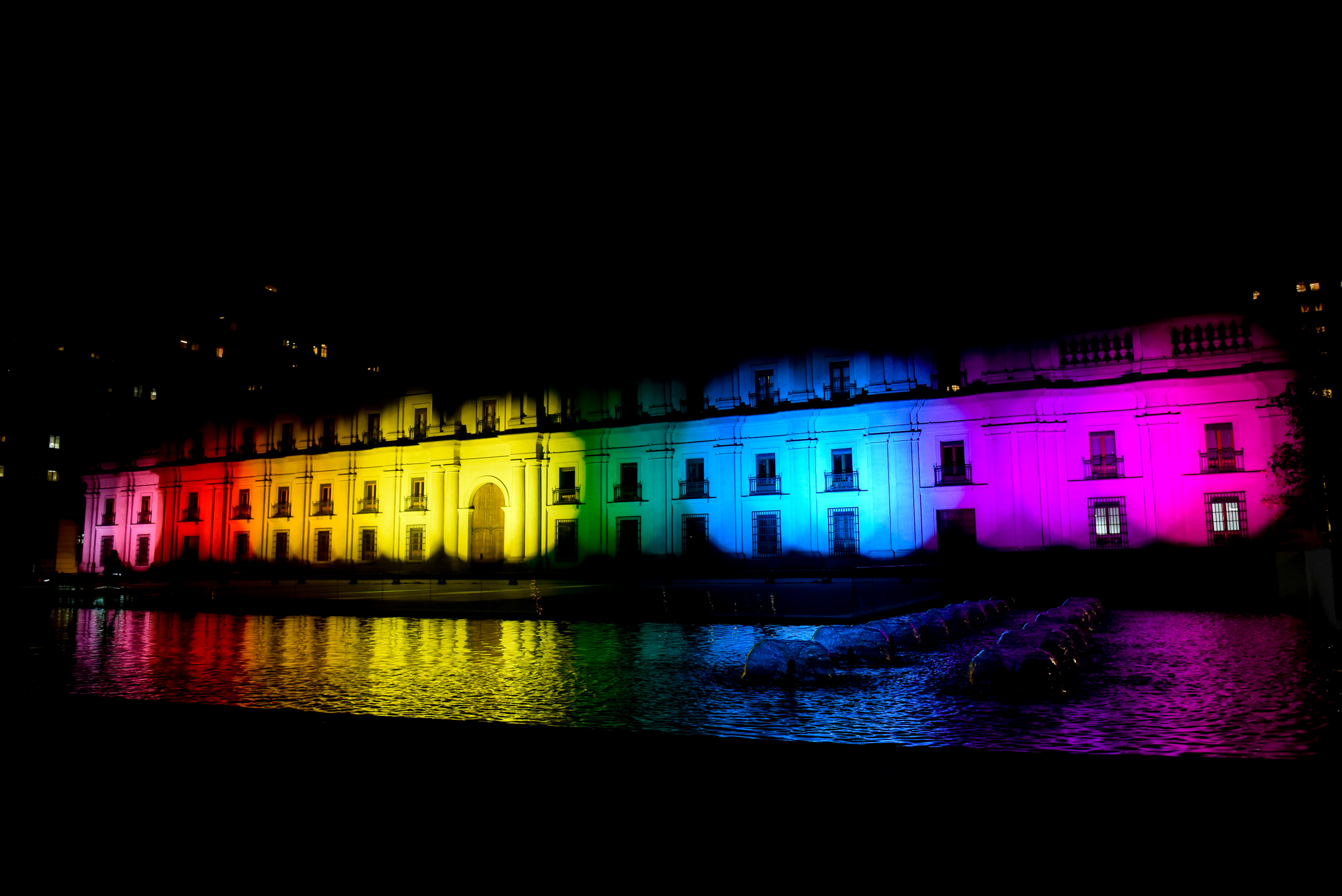
Palácio de La Moneda iluminado com a bandeira LGBT em 2017 IDAHO

O dia é particularmente forte na Europa e na América Latina, onde é comemorado com eventos públicos em quase todos os países. 17 de maio também é comemorado em vários países em todas as regiões do mundo, incluindo, em 2013, 32 dos 76 países do mundo onde as relações entre pessoas do mesmo sexo são criminalizadas.
Ações comuns incluem passeatas, desfiles e festivais de grande escala. Em Cuba, por exemplo, Mariela Castro organizou um grande desfile de rua em homenagem ao dia 17 de maio nos últimos três anos. No Chile, em 2013, 50 000 pessoas foram às ruas para comemorar o dia 17 de maio e a VIII Marcha pela Igualdade em Santiago.
Eventos culturais e artísticos também são comuns. Por exemplo, ativistas de Bangladesh organizaram o festival de música "Love Music Hate Homophobia" em 2013. Ativistas LGBT albaneses organizaram, em 2012 e 2013, um passeio anual Bike (P) ride para o dia 17 de maio pelas ruas da capital Tirana. Em 2013, o Comitê do dia convocou ações internacionais para um Global Rainbow Flashmob para marcar em 17 de maio. Ativistas em 100 cidades, em 50 países participaram de diversos eventos públicos, abrangendo lançamentos de balões coloridos, flashmobs de dança, eventos musicais e performance e arte de rua.
Em 17 de maio de 2019, Taiwan se tornou o primeiro país da Ásia a reconhecer legalmente o casamento entre pessoas do mesmo sexo.

## Reconhecimento oficial

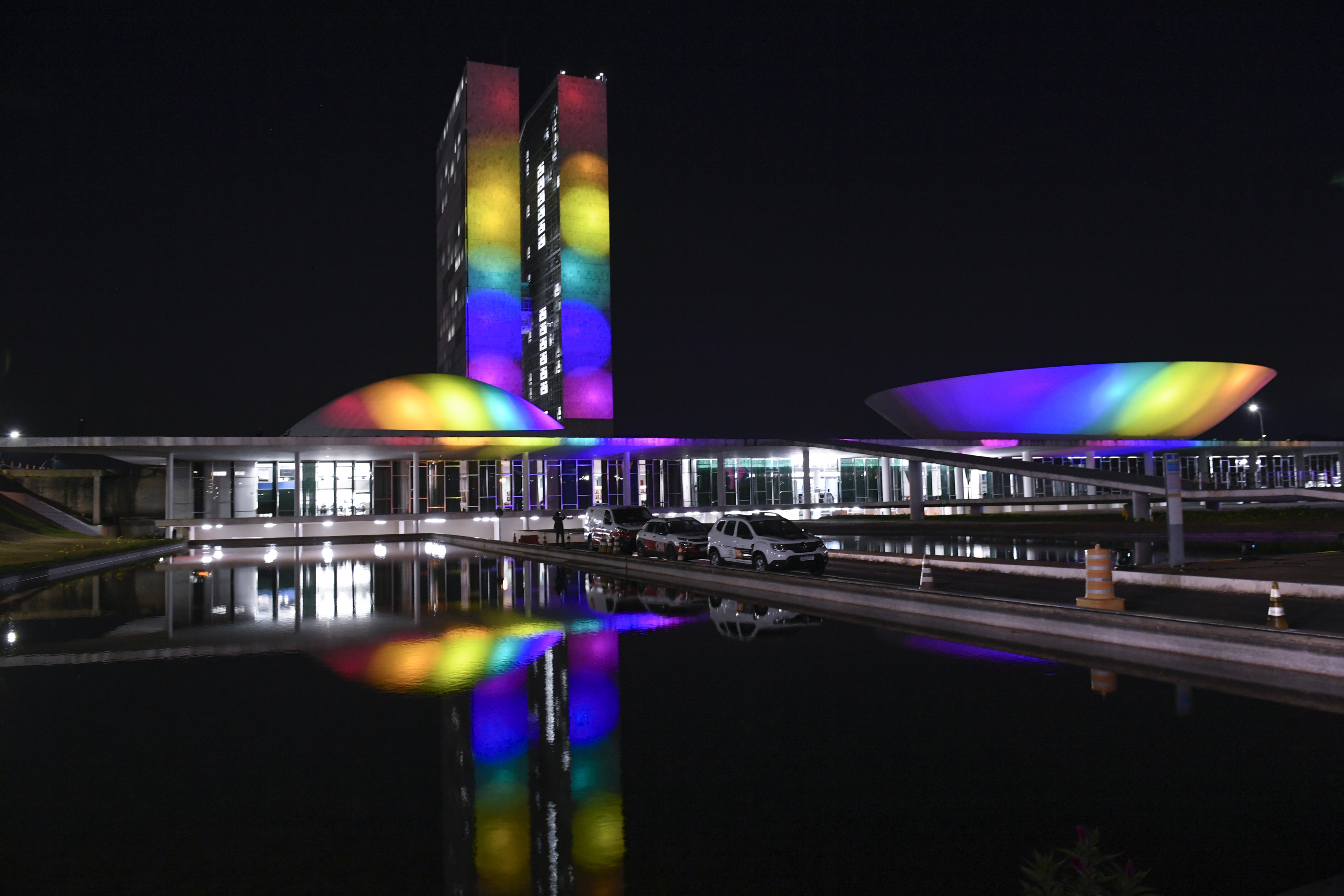
Congresso Nacional do Brasil em 2022 iluminado com as cores do arco-íris

Em 2003, a organização canadense Fondation Émergence instituiu um evento semelhante, o Dia Nacional contra a Homofobia, que foi realizado em 1º de junho em Quebec. Em 2006, mudaram a data para 17 de maio, para ingressar no movimento internacional.
Em 2006, a Declaração de Montreal foi criada e adotada pelo 2006 World Outgames. A Declaração exigia que as Nações Unidas e todos os estados reconhecessem o dia 17 de maio como o Dia Internacional contra a Homofobia.
Em 2007, no Vale de Aosta (Itália), o governo aprovou o apoio ao IDAHOT.
Em 2010, Lula, o então presidente do Brasil, assinou uma lei que instituiu o dia 17 de maio como o Dia Nacional Contra a Homofobia em seu país.
O dia também é oficialmente reconhecido pelo Parlamento da UE, Espanha, Portugal, Bélgica, Reino Unido, México, Costa Rica, Croácia, Holanda, França, Luxemburgo e Venezuela. Também é reconhecida por várias autoridades locais, como a província de Quebec ou a cidade de Buenos Aires.
Em 2012, a cidade de Liverpool, Inglaterra, criou um programa pioneiro de eventos em associação com a organização Homotopia, denominada IDAHO 50. O evento teve o apoio de 50 organizações líderes com sede em Liverpool.
Em 21 de março de 2014, o México declarou, por Decreto Presidencial, 17 de maio como o Dia Nacional contra a Homofobia.
A Assembleia Nacional da Venezuela (AN) reconheceu oficialmente o dia 17 de maio como o Dia contra a Homofobia, Transfobia e Bifobia em 12 de maio de 2016. A deputada Tamara Adrian, também presidenta internacional do Comitê IDAHO, saudou o ato legislativo como um "sinal de mudança" em uma Venezuela onde "todos têm direitos e oportunidades iguais".
Em vários outros países (por exemplo, Argentina, Bolívia, Austrália e Croácia), as coalizões da sociedade civil nacional pediram às suas autoridades o reconhecimento oficial do dia 17 de maio.
Em 17 de maio de 2021, o Dia Internacional contra a Homofobia, Transfobia e Bifobia foi oficialmente reconhecido e comemorado por mais de 130 países diferentes em todo o mundo.

## Impacto

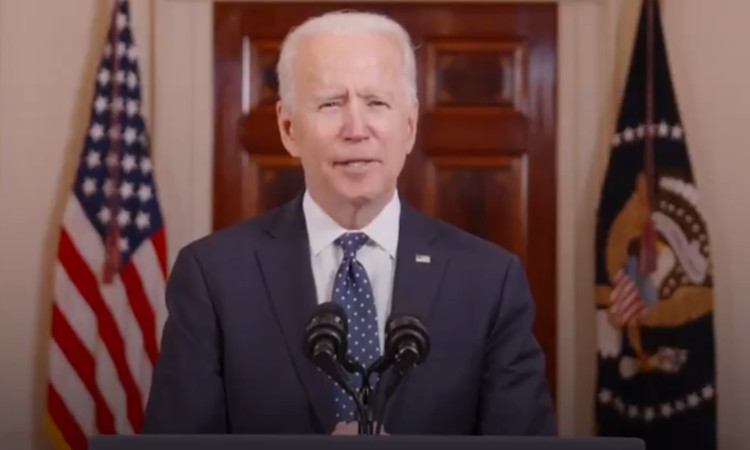
O presidente Biden expressando seu apoio ao Dia Internacional contra a Homofobia, Transfobia e Bifobia

Em 2019, 69 países ainda criminalizam as relações entre pessoas do mesmo sexo, o que significa que milhões de gays, lésbicas e bissexuais são incapazes de viver suas vidas abertamente. Além disso, em 26 países, indivíduos transgêneros estão sujeitos a punições e correm um risco desproporcional de violência em todo o mundo. IDAHOBIT é frequentemente usada como uma plataforma para organizar iniciativas para fazer avançar a luta pelos direitos de grupos LGBT+ em muitos países, mesmo naqueles (como Uganda) em que a homossexualidade é criminalizada.
Um senso de conscientização da sociedade sobre essas questões duradouras tem ganhado cada vez mais atenção, à medida que várias figuras importantes no cenário global atual falam sobre sua aprovação e apoio a esta iniciativa. Destes, inclui uma declaração oficializada pelo 46º e atual presidente dos Estados Unidos, Joseph R. Biden Jr que destaca seu endosso e reconhecimento ao Dia Internacional contra a Homofobia, Transfobia e Bifobia. No comunicado divulgado, o presidente foi mais longe ao destacar que seu apoio seria combinado com ajuda contínua na formulação e implementação de novas ações para aliviar a discriminação LGBTQIA + dentro das comunidades, fazendo menção à Lei da Igualdade que em outubro de 2021 continua sendo um projeto de lei não aprovado.
Além disso, foi constatado que no Dia Internacional contra a Homofobia, Transfobia e Bifobia de 17 de maio de 2021 que o Primeiro-Ministro do Canadá, Justin Trudeau, emitiu uma declaração sobre o apoio do governo canadense à sua população LGBTQ2. Ele deixou claro enfatizar o papel que todos têm na sociedade para criar um ambiente seguro onde todos possam florescer e viver suas vidas ao máximo. Os esforços feitos na criação do primeiro Plano de Ação LGBTQ2 federal foram mencionados, bem como a aprovação de "legislação para proteger totalmente a identidade e expressão de gênero", criando uma imagem segura e esperançosa para o futuro.